# 江西省上犹中学
江西省上犹中学（简称上犹中学，或犹中）是中华人民共和国江西省赣州市上犹县的一所公办省级重点中学，创办于1941年。学校占地200余亩，建筑面积45060.35平方米。学校共有学生4000人（2023年），教职工人数269人。

## 历史沿革

### 民国时期
- 1939年，按照蒋经国在《建設新贛南第一次三年計畫》中“每縣設一所縣立中學”的要求，时任上犹县县长王继春组织上犹县立初级中学筹备委员会，筹备集资创办上犹县的第一所中学。[8][10][11]
- 1940年，中学由江西省赣州三兴公司承建，选址于县城西郊飞凤山麓校场坝，校名筹办中。[8][12][13]
- 1941年2月，经过省政府批准，上犹县立初级中学正式开学，并开始招生，学校内共设5个班，学生164人，教职工23人。王继春担任校长。校名定为上犹县立初级中学。[8][12][13]
- 1941年秋，所需宿舍基本建成。[8]
- 1943年3月7日，校长王继春逝世，为纪念王继春校长将校名更名为上犹继春中学。并在同年增设高中部。[12][13]

### 中华人民共和国成立后
- 1962年，被认定为赣州地区重点中学。[1]
- 1980年，被列为省级重点中学。[1]同年校名更名为江西省上犹中学。[13]
- 2011年8月，初中部剥离，并入上犹县第二中学。[13]